# Kleingölitz
Kleingölitz ist ein Ortsteil der Stadt Bad Blankenburg im Landkreis Saalfeld-Rudolstadt in Thüringen.

## Geografie und Geologie
Kleingölitz liegt am Fuß der Kesselwände in einer Mulde, die südlich von kleinen Anhöhen zur Bundesstraße 88 von Bad Blankenburg nach Königsee abgegrenzt wird. Von der B88 ist das Dorf nördlich etwas abseits liegend gut und schnell erreichbar.
Die Muschelkalksteinwände bewirken ein besonders mildes Kleinklima durch die Südhanglage. Sie sind aber auch grundwasserferne Standorte, was durch höhere Niederschläge in diesem Vorgebirggebiet ausgeglichen wird.

## Nachbarorte
Nachbarorte sind südlich Watzdorf und Leutnitz, westlich Großgölitz und Thälendorf sowie östlich die Stadt Bad Blankenburg.

## Geschichte
Derzeit bewohnen ca. 90 Personen den Ort am Fuß der Kesselwände. Die beiden Gölitz-Orte entstanden im 11. oder 12. Jahrhundert. Die Ortsnamen entstammen der slawischen Sprache und bedeuten „Heide“ (Gölitz).
Die urkundliche Ersterwähnung beider Dörfer ist für den 11. Dezember 1362 belegt.
Der Weinanbau ist seit dem 13. Jahrhundert bekannt, um diese Zeit muss wahrscheinlich auch der Anbau von Lavendel begonnen haben; daher ist vermutlich die Tradition des Lavendelfestes in Bad Blankenburg entstanden. Man zählt die Dörfer mit zum Thüringer Kräutergarten. Daraus ist zu schlussfolgern, dass Sonder- und auch Spezialkulturen in dieser günstigen natürlichen Lage gut gedeihen. Die Dörfer waren wohl Küchendörfer der Burg und der Stadt. Bis 1918 gehörten beide Orte zur Oberherrschaft des Fürstentums Schwarzburg-Rudolstadt.

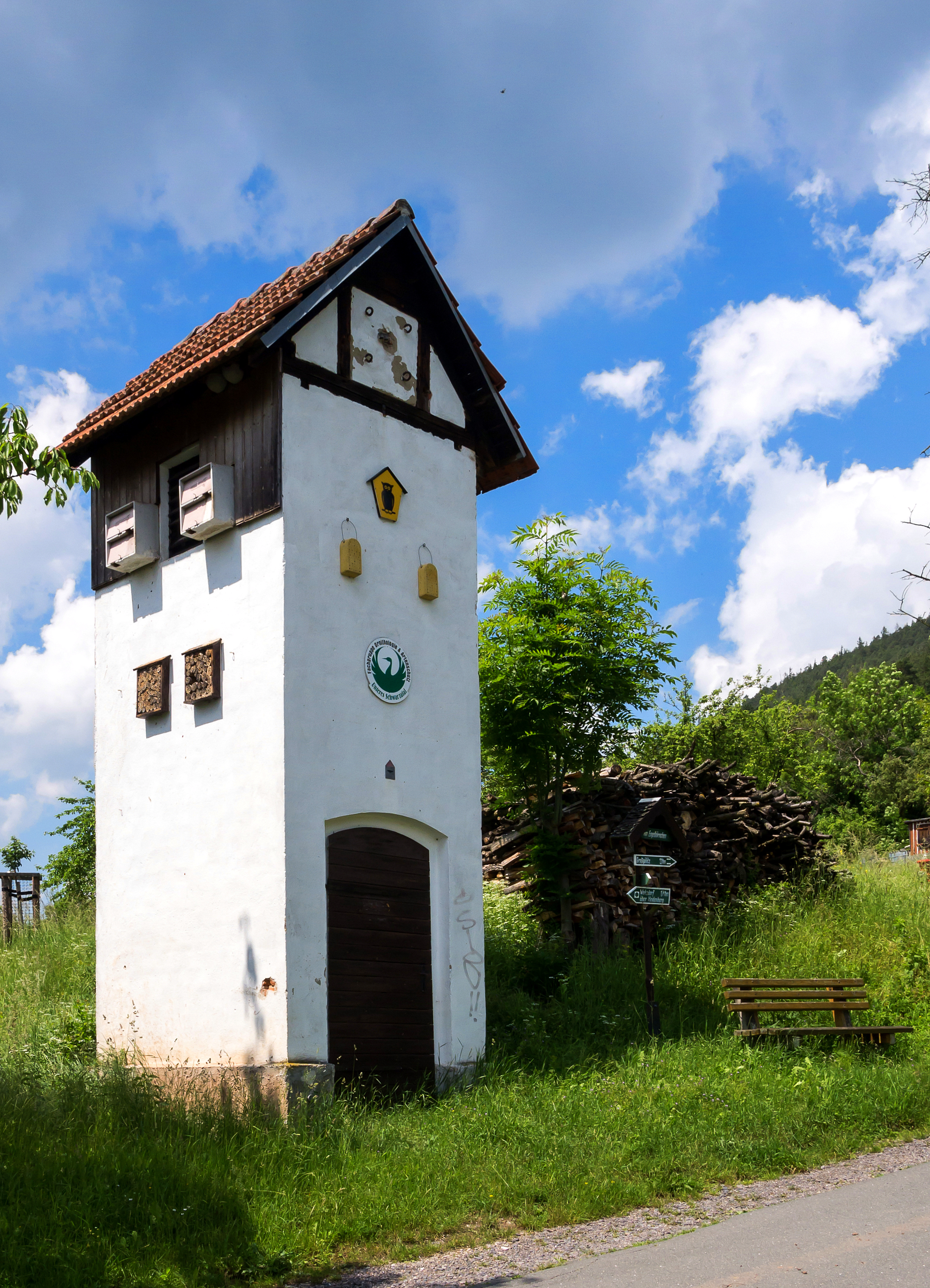
Artenschutzturm neben der Kirche
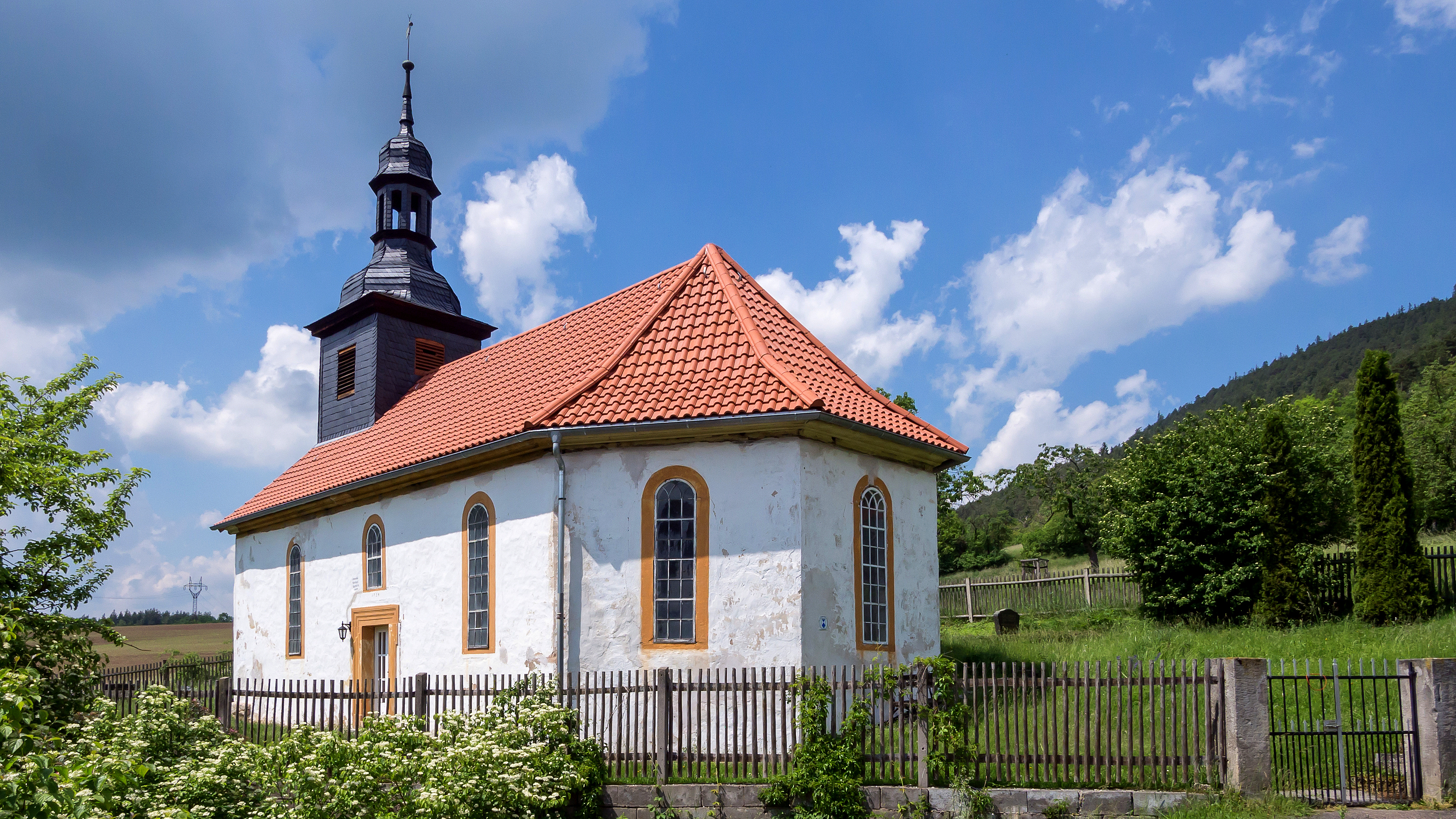
Sankt Nicolai
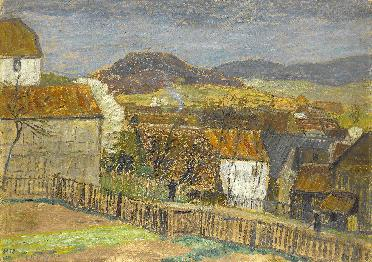
Gemälde Otto Modersohn vor dem Gewitter 1912.

## Sehenswürdigkeiten
- Kirche St. Nicolai (Kleingölitz)
- Quelle Engelbörnchen
- Fledermausturm

## Wirtschaft
Land- und waldwirtschaftlich orientierte Dörfer mit Anbau von Sonderkulturen. Der Landfrauenverein und andere pflegen und fördern das Gedankengut.
Die günstige Lage bedingt auch die Erholungsmöglichkeiten für Gäste.